# Francesca Alexander
Francesca Alexander, all'anagrafe Esther Frances Alexander, detta Fany (Boston, 27 febbraio 1837 – Firenze, 21 gennaio 1917), è stata un'illustratrice, scrittrice e traduttrice statunitense naturalizzata italiana.

## Biografia
Era figlia del pittore ritrattista statunitense Francis Alexander e di Lucia Gray Swett, una ricca ereditiera. Nel 1853, quando Esther Frances aveva 16 anni, la famiglia si trasferì a Firenze per assaporare l'emozione di vivere nella città dei Medici. Gli Alexander finirono per stabilirsi definitivamente nella città toscana e non tornarono più a vivere negli Stati Uniti.
Esther Frances aveva ereditato dal padre la passione per l'arte e fu lui che la guidò nei primi schizzi e le insegnò a perfezionare la sua innata capacità nel disegnare.

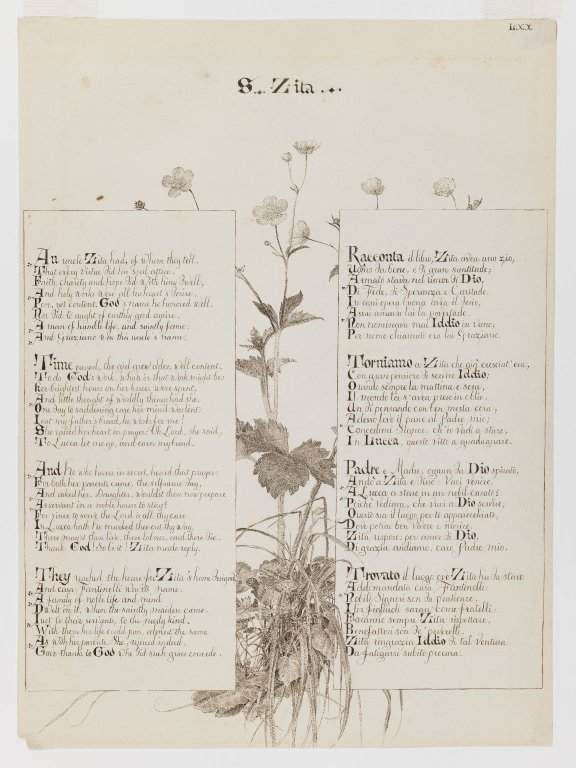
Santa Zita, fra 1874 e 1882, illustrazione a penna e inchiostro su carta, Brooklyn Museum

La ragazza e la madre erano solite trascorrere l'estate all'Abetone, già allora apprezzata località di villeggiatura sulla Montagna pistoiese. Fu lì che Esther Frances cominciò ad interessarsi alle testimonianze di tradizioni, usi, costumi e storia degli abitanti. In modo particolare si documentava sulle forme espressive dei canti popolari, che prese a raccogliere. Fu così che fece amicizia con gli abitanti del posto e in particolare con Beatrice Bugelli di Pian degli Ontani, che Esther Frances definì «una delle donne più meravigliose che ho mai conosciuto».
La Alexander annotava tutti i canti dei contadini, dei pastori e dei carbonai, ma soprattutto quelli cantati da Beatrice, riportandoli sia nella versione originaria, sia con traduzione a fronte in inglese.
Allo stesso tempo si interessava dell'assistenza ai malati e ai bambini dei montanari più poveri, che in caso di bisogno aiutava con denaro. Anche a Firenze si guadagnò una reputazione di filantropa e benefattrice, dato che mandava avanti le mense per i bisognosi. Di fatto utilizzava i guadagni ottenuti con il suo lavoro di illustratrice per queste opere assistenziali.
Nel 1882 la Alexander conobbe lo scrittore e critico inglese John Ruskin, che rimarrà suo grande amico per tutta la vita. Ruskin, che fu l'ispiratore del nome Francesca in luogo di Esther Frances, rimase profondamente colpito dai canti raccolti dalla Alexander e acquistò i due manoscritti che lei aveva intitolato Roadside Songs of Tuscany e The Story of Ida e che aveva illustrato con disegni realizzati con il suo stile molto personale. Fu proprio Ruskin a far pubblicare le due raccolte nel Regno Unito negli anni seguenti.
Per iniziativa ed a cura di John Ruskin furono pubblicate nel Regno Unito le prime due raccolte dei canti trascritti, tradotti ed illustrati da Francesca Alexander. Nel 1883 Ruskin fece pubblicare The Story of Ida: Epitath of an Etruscan Tomb, citando l'autrice con il solo nome "Francesca" e nel 1884 fu la volta di Roadside Songs of Tuscany, dove l'autrice era citata con nome e cognome. I due volumi ottennero un ottimo successo e furono pubblicati in ulteriori edizioni a New York, Boston e Londra. Nel 1888 John Ruskin curò la pubblicazione di una terza raccolta Christ's Folk in the Apennines.
Successivamente Francesca Alexander pubblicò autonomamente Tuscan Songs (1897) e The Hidden Servants and Other Very Old Stories Told Over (1900). Presso il Fine Arts Department della Boston Public Library è conservata una sua ulteriore opera, tuttora inedita.
Largamente apprezzata nel mondo anglosassone, Francesca Alexander, pur essendo vissuta per sessantaquattro anni a Firenze, è rimasta del tutto sconosciuta al pubblico italiano fino a pochi anni fa, quando sono stati tradotti e pubblicati in Italia alcuni dei suoi volumi di raccolte dei canti popolari.
Negli ultimi anni di vita Francesca Alexander fu afflitta da cecità e da uno stato di salute precaria. Morì a Firenze il 21 gennaio 1917. all’età di 80 anni. Riposa nel Cimitero degli Allori di Firenze, accanto alla madre.

## Opere
- (EN) Francesca Alexander, The Story of Ida: Epitaph on an Etruscan Tomb, a cura di John Ruskin, Kent, George Allen, 1883.
- (EN) Francesca Alexander, Roadside Songs of Tuscany, a cura di John Ruskin, Sunnyside, Orpington, Kent, George Allen, 1884.
- (EN) Francesca Alexander, Christ's Folk in the Apennines, a cura di John Ruskin, Kent, George Allen, 1888.
- (EN) Francesca Alexander, Tuscan Songs, Boston, Houghton, Mifflin & Co., 1897.
- (EN) Francesca Alexander, Hidden Servants and Other Old Stories Told Over, Boston, Brown & Co., 1900.

### Edizioni in italiano
- Francesca Alexander, Il Vescovo Troilo, traduzione di Dr. Pasquale Lefons, Firenze, Tipografia Galileana, 1909.
- Francesca Alexander, Il Sacco di Sabbia, traduzione di Dr. Pasquale Lefons, Firenze, Tipografia Galileana, 1909.
- Francesca Alexander, I Servi Occulti, traduzione di Dr. Pasquale Lefons, Firenze, Tipografia Galileana, 1909.
- Francesca Alexander, Suora Marianna, traduzione di Helen L. Merrick, Venezia, Tip. Ditta Rizzi, 1909.
- Francesca Alexander, L’Origine del Granturco, traduzione di Dr. Pasquale Lefons, Firenze, Tipografia Galileana, 1910.
- Francesca Alexander, Le Lacrime della Penitenza, traduzione di Dr. Pasquale Lefons, Firenze, Tipografia Galileana, 1910.
- Francesca Alexander, La Figlia Primogenita del Re, traduzione di Dr. Pasquale Lefons, Firenze, Tipografia Galileana, 1910.
- Francesca Alexander, Il Crocifisso della Provvidenza, traduzione di Helen L. Merrick, Venezia, Tip. Ditta Rizzi, 1910.
- Francesca Alexander, I servi nascosti, Firenze, Libreria Editrice Fiorentina, 2009.
- Francesca Alexander, Canti Lungo i Sentieri di Toscana, Firenze, Libreria Editrice Fiorentina, 2009.
- Francesca Alexander, La storia di Ida, traduzione di Marco Tornar, Chieti Scalo, Casa Editrice Solfanelli, 2011.